# Mio, min Mio
Mio, min Mio är en äventyrsroman från 1954, författad av Astrid Lindgren. Historien handlar om nioårige Bosse, som lämnar samtidens Sverige, hamnar i Landet i fjärran och får i uppdrag att bekämpa den onde riddar Kato som är berättelsens antagonist.

## Handling

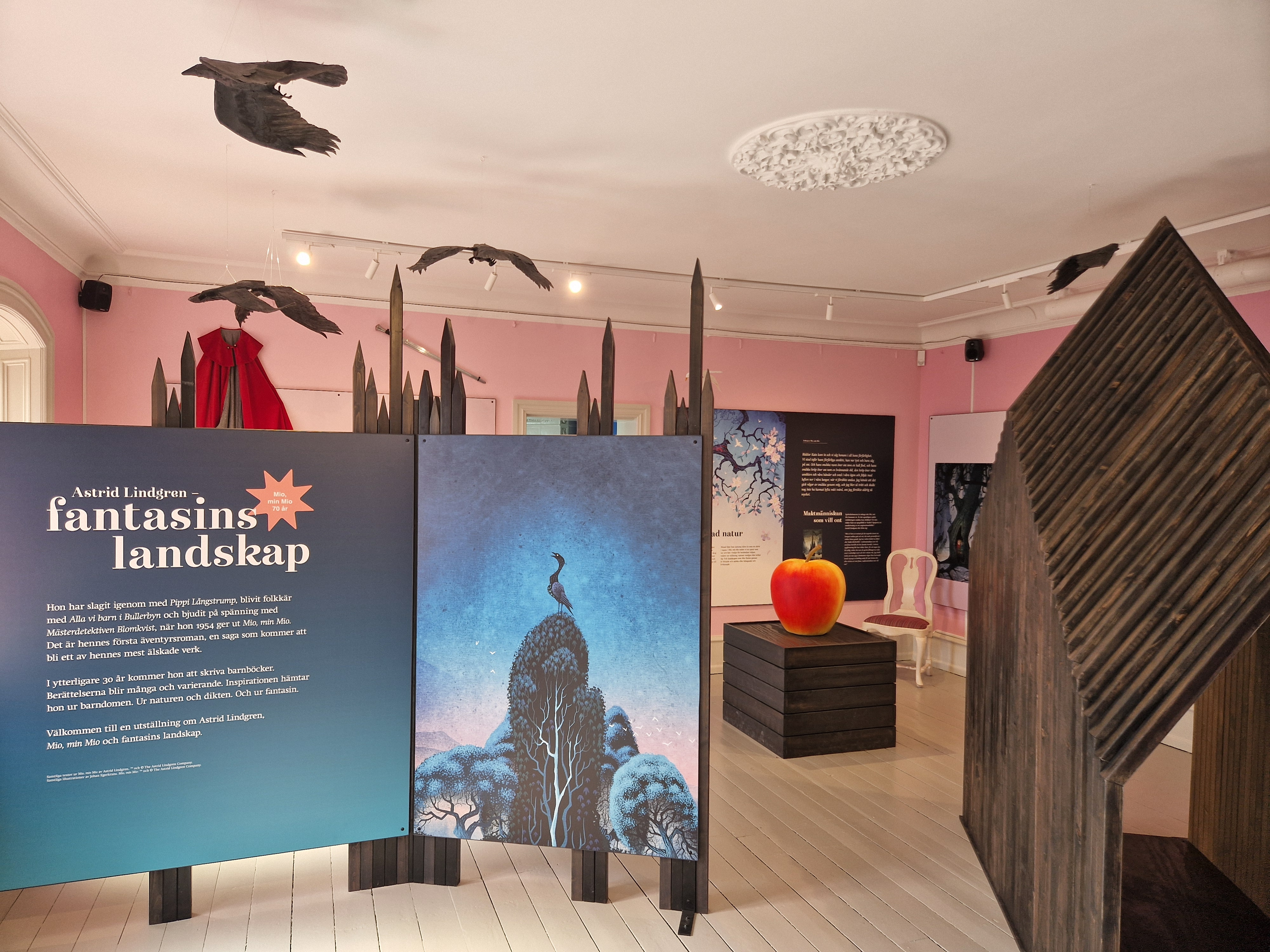
Mio, min Mio-utställning på Sofiero slott.

Boken handlar om den föräldralöse nioårige Bo Vilhelm Olsson, Bosse, som bor på Upplandsgatan i Stockholm hos sina ovilliga fosterföräldrar tant Edla och farbror Sixten.
På ett ärende att köpa skorpor sker en rad mystiska möten som slutar med att en ande för bort honom till ett magiskt land i fjärran. Där träffar han sin far som är landets kung och som berättar att Bosses verkliga namn är Mio. I kungens rosengård träffar Mio den jämnårige Jum-Jum, son till kungens trädgårdsmästare, och de blir vänner. Tillsammans undersöker de landet i fjärran på Mios häst Miramis.
På sina äventyr träffar de en gumma som berättar att hennes lilla dotter Milimani har rövats bort av riddar Kato som finns i Landet Utanför. Resten av boken följer Mio och Jum-Jum under deras förberedelser att besegra riddar Kato. Mio får under deras äventyr en magisk mantel som kan göra honom osynlig och ett bröd som mättar all hunger.
Ett återkommande tema är att allt redan är förutbestämt, och vid flera tillfällen vet andra runt Mio redan vad som kommer att ske.
Mio behöver ett svärd för att strida mot riddar Kato. Det enda sättet att döda riddar Kato är ett hugg mot hans hjärta av sten. 
När Mio och Jum-Jum till slut blir tillfångatagna och förs till riddar Katos tronsal, verkar riddar Kato redan veta att Mio skulle komma. Han bestämmer att Mio och Jum-Jum ska sättas i det högsta tornet och få svälta ihjäl. 
När paret lyckas fly efter en rad mirakulösa händelser, konfronteras Mio och Kato igen. När Mio till slut slår svärdet ur riddar Katos hand, sliter denne upp sin rock och ber Mio att noga sikta på hjärtat. Efter det dödande hugget finns endast en liten stenhög och järnklon kvar av riddar Kato. Utanför borgen blir det morgon och solen skiner; den ständiga natten har följts av livets morgon. De svarta fåglarna som flugit över sjön utanför borgen har nu förvandlats till en skara barn som varit bortrövade. 
Väverskans dotter Milimani ligger död vid strandkanten. Men när de sveper Mios mantel runt kroppen vaknar Milimani till liv igen. Efter detta kan gruppen återvända till sina hem.

## Bakgrund
I Lindgrens bok om sina föräldrar, Samuel August från Sevedstorp och Hanna i Hult, har hon berättat hur grannflickan Edit berättade sagan om Prins Florestan eller sagan om jätten Bam-Bam och fen Viribunda av Anna Maria Roos. Sagan trycktes första gången i jultidningen Silvervit 1908 och handlar om kung Basilius som älskar sin lille son, prins Florestan, över allt annat. Prinsen får inte gå utanför slottsträdgården, eftersom kungen är rädd att den elake jätten Bam-Bam då ska göra prinsen illa. 
Likheterna mellan de två berättelserna är slående – den faderliga kärleken, slottsträdgården, vallpojken, spelet på vasspipan och en fågels sång i trädgården återspeglas nästan femtio år senare i Mio, min Mio.
Det första kapitlet i Mio, min Mio publicerades i tidskriften Idun 1950. Lindgren utvidgade sedan berättelsen och när Mio, min Mio publicerades 1954 hade Lindgren flera framgångsrika böcker bakom sig: Pippi Långstrump, Alla vi barn i Bullerbyn och böckerna om Kalle Blomkvist. I boken Nils Karlsson Pyssling fanns berättelsen I skymningslandet, där en förlamad pojke gör en utflykt i fantasin.
I sin antologi Mina påhitt har Lindgren berättat att hon fick idén till boken när hon promenerade genom Tegnérlunden och gick förbi en "ensam pojke, sittande lite sorgmodigt på en bänk. Det var en mörk höstkväll och han såg så ensam och ledsen ut. Och att jag lät honom bo på Upplandsgatan 13B, det berodde ju på att jag såg honom försvinna in i den porten. Sen dess har jag aldrig sett honom. Det är väl konstigt?"
I den svenska upplagan tecknades bilderna av Ilon Wikland. 1953 besökte hon förlaget Rabén & Sjögren för att fråga om de hade något illustrationsuppdrag. Wikland fick träffa Lindgren och visade upp sina provbilder ur sagan Den fula ankungen. Lindgren tänkte att "Det var en flicka som kunde rita sagor" och efter att ha lämnat in provbilder ur berättelsen fick hon uppdraget. Wikland kom sedan att illustrera flera av Lindgrens böcker.

## Litterär stil
Boken är Astrid Lindgrens första high fantasy-roman. Hon kom senare att återvända till genren med Bröderna Lejonhjärta (1973) och Ronja rövardotter (1981).
Den litterära stilen är lyrisk, till exempel genom namn som Miramis, Morgonljusets bro, Dunkla skogen, Landet bortom bergen och ord som "rosengården", "månskensskog", "silverpopplar", "guldstrålar" och "gryningstimmen". Saker beskrivs genom stämningshöjande ord snarare än exakta beskrivningar. Lindgren använder också vissa stående uttryck som upprepas: "Min fader konungen", "brödet som mättar hunger", "vattnet som släcker törst". I direkt anföring används ofta upprepningar, anaforer: "Om inte döden vore så svår ändå, sa Jum-Jum. Om inte döden vore så svår så svår, och om vi inte vore så små och ensamma".
I texten finns också vissa allusioner till romantisk diktning som Atterboms Lycksalighetens ö ("Diktens evigt sommargröna ö") och Edith Södergrans Landet som icke är: "'I landet som icke är / där går min älskade med gnistrande krona". Mios bön att anden ska ta honom med erinrar om Tegnérs Skaldens morgonpsalm: "Tag mig med i skyn / På din himmelsfärd! / Öppna för min syn / Diktens sköna värld!"
Precis som i den senare Bröderna Lejonhjärta är den geografiska världen tydligt uppdelad i gott och ont, dualism: motsatsen till Gröna ängars ö är Landet Utanför. I den första världen är allt gott, i den andra råder svartaste natt och ondskan regerar. Till skillnad från Bröderna Lejonhjärta finns det dock hela tiden en underliggande sorg – även i konungens rosengård sjunger Sorgfågel sin sorgsna sång. Hela världen verkar uppfylld av denna sorg, animism: den kännande och lidande naturen sörjer och hjälper Mio utföra sitt uppdrag.

## Kritik
När Mio, min Mio publicerades blev Lindgren jämförd med litteraturens största sagodiktare. Under rubriken "Ett mästerverk" jämförde Sydsvenska Dagbladets recensent Daniel Hjort Lindgren med Topelius och fortsatte: "replikerna är lätt arkaiserade, med nästan evangelisk ton, landskapet är daggfriskt stiliserat och allt slår sig samman till att göra Mio, min Mio till ett mästerverk inte bara i barnlitteraturen utan i dikten över huvud".
Amerikanska Chicago Tribune menade att boken var "en poetisk saga som är varm och äkta" ("a poetic fairy tale which is tender and true") och fortsatte: "ett utmärkt bidrag till sagohyllan" ("a splendid contribution to the fairy tale shelf").

## Filmatisering
Huvudartikel: Mio min Mio

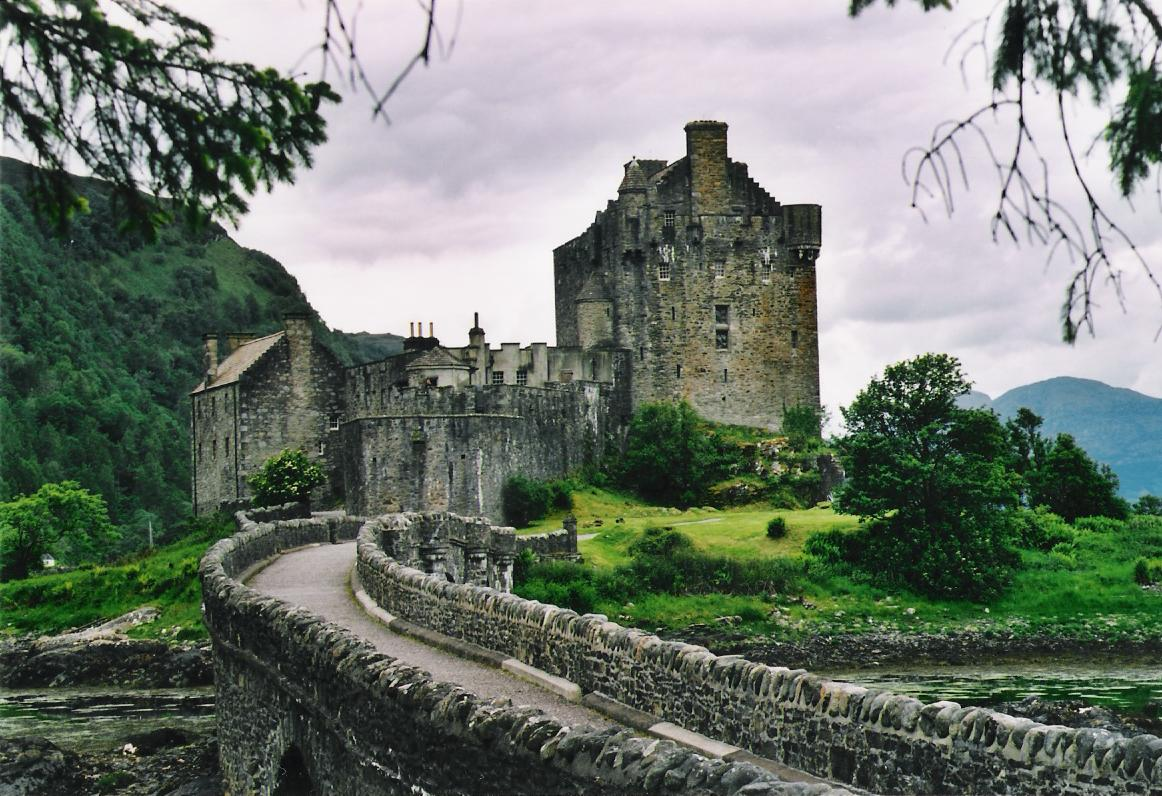
Vid filminspelningen användes Eilean Donan Castle, som i filmen används som exteriör till Katos slott.

År 1984 presenterades planerna på att filmatisera boken genom ett samarbete mellan Nordisk Tonefilm, Svensk Filmindustri (SF) och det sovjetiska Gorkijfilm. SF hoppade så småningom av projektet som i slutändan kostade 50 miljoner, det dittills dyraste svenska filmprojektet någonsin. I huvudrollerna användes internationellt kända skådespelare som Timothy Bottoms, Nick Pickard, Christian Bale, Susannah York och Christopher Lee. Även om tidigare Lindgren-filmatiseringar ofta fått dålig kritik fick denna filmatisering ett mycket dåligt mottagande. "Slätstruken" och "konventionell", tyckte kritikerna som också anmärkte på den i deras tycke dåliga svenska dubbningen.

## Översättningar
Listan visar ett urval av legala första utgåvor av Mio, min Mio. I till exempel Sovjetunionen översattes ofta Lindgrens böcker från ryska till landets mindre språk utan att det svenska förlaget underrättades.
- Arabiska: Miyu yã waladi, Dar Al-Muna, 1995
- Bulgariska: Мили мой Мио, Otecestvo, 1989
- Danska: Mio, min Mio, Branner & Koch, 1955
- Engelska: Mio, My Son, Viking, 1956
- Esperanto: Mio, mia filo, Eldona Societo Esperanto, 2006
- Estniska: Mio, mu Mio, Kupar, 1993
- Finska: Mio, poikani Mio, Söderströms, 1956
- Franska: Mio, mon Mio, Hachette, 1988
- Färöiska: Mio, mín Mio, Dropin, 1985
- Hebreiska: Mijô mijô sælli, Mahberôt, 1966
- Italienska: Mio, piccolo Mio, Vallecchi, 1968
- Isländska: Elsku Mió minn, Mál og menning, 1977
- Japanska: 白馬の王子ミオ (Hakuba no ōji Mio), Kodansha, 1958
- Katalanska: Joventut, 1996
- Kinesiska: Mi'ou, wode Mi'ou, Liaoning, 1993
- Lettiska: Mio, manu Mio, Spriditis, 1991
- Litauiska: Mijo, mano Mijo, Lietus 1994
- Nederländska: Mio, mijn Mio, van der Peet, 1956
- Norska: Mio, min Mio, Damm, 1955
- Polska: Mio, mój Mio, Nasza ksiegarnia, 1968
- Portugisiska: Mio, meu Mio, Edições de Ouro, 1974
- Rumänska: Mio al Meu, Pandora, 1994
- Ryska: Мио, мой Мио, Karelija, 1979
- Spanska: Mío, mi pequeño Mío, Juventud, 1990
- Tjeckiska: Mio, můj Mio, Albatros, 1993
- Tyska: Mio, mein Mio, Oetinger, 1955
- Ukrainska: Міо, мій Міо, Veselka, 1989
- Ungerska: Mio, édes fiam, Fórum, 1962
- Vietnamesiska: Mio, con trai ta, Fórum, 2008

## Inläsningar
Astrid Lindgren läste även in sagan; inläsningen utkom på kassettband 1988 och på CD 2002. Jens Jacob Tychsens inläsning på danska gavs 2002 ut på CD.

## Radio
Sveriges Radios redaktion Drama för Unga producerade ljuddramat Mio, min Mio och sände det i P4 och P1 i 8 delar à 15 minuter under 2024. Dramatiseringen är gjord av Daniel Karlsson efter Astrid Lindgrens förlaga, regissör Eva Staaf och kompositör Fredrik Möller. I rollerna finns bland andra Jonas Karlsson, Gerhard Hoberstorfer och Marie Göranzon.
Serien belönades med juryns Hedersomnämnande för Best Audio Fiction series i den internationella radio- och TV-festivalen Prix Europa i oktober 2024.